# 大臼歯

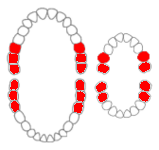
赤い部分がヒトの大臼歯

大臼歯（だいきゅうし、Molar）は、歯列上の位置により歯の形と機能が異なる異形歯性である哺乳類の歯種の一つ。小臼歯の後方に続く歯である。咬合面の結節状の隆起である咬頭（cusp）が3つ以上と小臼歯よりも多く、歯根も複数有する。

## 概要
ヒトの場合、本来は小臼歯の後方の3本の歯で、前から第一大臼歯、第二大臼歯、第三大臼歯といい上下左右で計12本となる。このうち第三大臼歯は知歯（智歯、親知らず）ともいうが、現代人では最初から存在しない人も多く、存在しても、現代人の顎では、萌出（ほうしゅつ、生え出す）するスペースがないために、水平埋伏になるなど、正常な萌出を行わないことも珍しくない。この場合、放置すると智歯周囲炎が発生したり、第二大臼歯にまで悪影響が出るため、抜歯等を行う。また、第二大臼歯も正常な萌出を行わない人も増えている。
また、逆に過剰歯として、第四大臼歯が第三大臼歯の後方に萌出する事もまれにある。

## 動物の大臼歯
動物の大臼歯は、種により異なることが多い。

### 三咬頭臼歯
モグラ目や若いカモノハシ（カモノハシは成獣になると歯を持たない）にみられる。上顎大臼歯は三つの咬頭がある山脈のように見え、下顎大臼歯は咬頭が二つで、三つ目の咬頭は、側面に存在する。

### 長方形
この種類の臼歯は人間を含む多くの種に見られる。4～5個の咬頭が長方形の中に配置されている。

### 臼状歯（ブノドント、丘状歯、鈍丘歯型とも）
咬頭が鋭くなく、完全な丘状となっている。

### 長冠歯
gumlineや歯髄の上に多くの象牙質やエナメル質が存在する。この種の大臼歯は、歯の磨耗の程度が大きい、ウマのような哺乳動物で見つかる。

### Zalambdodont（ザランブドドント）
二つの隆線が、Λ型で交わる。

### Dilambdodont
Zalambdodontのようであるが、Λが二つある。

### 横堤歯 (ロフォドント: Lophodont)

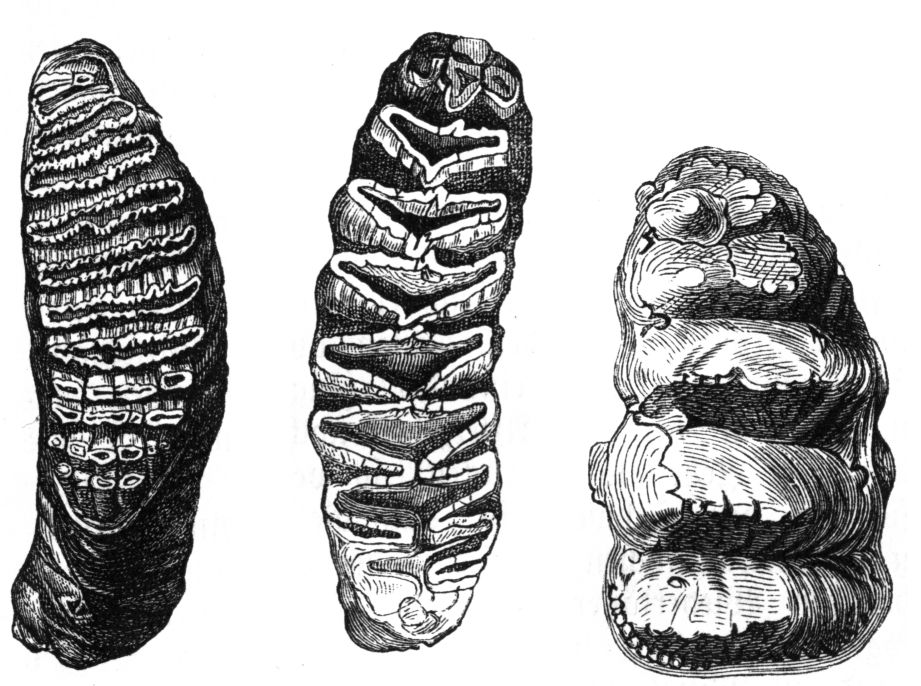
ゾウの歯の比較
・インドゾウの横堤歯(左)
・アフリカゾウの横堤歯(右)
・マストドンのジゴドント(右)

横堤歯には、ロフ(稜)と呼ばれる硬くて細長いエナメル質の隆起があり、歯列に沿って、または歯列に垂直に配向している。横堤歯は、食べ物を徹底的にすりつぶす草食動物によく見られる。例としては、バク、マナティー、および多くのげっ歯類が挙げられる。
語源は、loph (稜) を持つ odont (ギリシャ語の歯の意味) からなる。そのため「稜縁歯」 、「稜状歯」、「畝状歯」 などと表記されることもある。
ロフォドントの歯は、歯冠の咬合面にあるエナメル質の隆起または谷のパターンの違いによって簡単に識別できる。ほとんどの草食動物に存在するこれらのロフ(稜)のパターンは、デバネズミのように単純なリング状の縁である場合もあれば、ウマ科のような奇蹄目動物のように一連の隆起と交差隆起の複雑な配置である場合もある。
特殊なパターンを示す。

#### ブノロフォドント (Bunolophodont)
丘状歯(Bunodont)に、歯列と横方向に畝ができたもの。バクに見られる。

#### 二稜歯 (バイロフォドント: Bilopholodont)
横堤歯のうち、2つのロフを持ち、歯上に横方向の(多くの場合リング状の)隆起を形成するもの。このパターンは霊長類によく見られる。

#### トリロフォドント (trilophodont) / テトラロフォドント (tetralophodont)
横堤歯のうち、3つのロフを持つものをトリロフォドントといい、4つのロフを持つものをテトラロフォドントという。
ゾウの先祖によく見られ、ゴンフォテリウムは、トリロフォドントを持つグループとテトラロフォドントを持つグループに分けられる。

#### ロクソドント (Loxodont)
ゾウやカピバラなどの一部の齧歯類は、極端な形態の横堤歯を持っており、そのような臼歯はロクソドントと呼ばれる。アフリカゾウの学名(属名)がロクソドンタ( Loxodonta )と呼ばれるのは臼歯の形状に由来する。

### ジゴドント (Zygodont)
偶数個の隆起をもち、各対ごとに結合している形状の臼歯。

### 月状歯（セレノドント）
三日月形の隆線を持つ。隆線は一つのこともあれば複数の事もある。

## ヒトの大臼歯
- 上顎第一大臼歯-6歳臼歯
- 上顎第二大臼歯-12歳臼歯
- 上顎第三大臼歯-親知らず
- 下顎第一大臼歯-6歳臼歯
- 下顎第二大臼歯-12歳臼歯
- 下顎第三大臼歯-親知らず